# Shaun Le Roux
Shaun Le Roux (* 27. September 1986 in Kapstadt) ist ein ehemaliger südafrikanischer Squashspieler.

## Karriere
Shaun Le Roux begann seine professionelle Karriere in der Saison 2005 und gewann elf Titel auf der PSA World Tour. Seine höchste Platzierung in der Weltrangliste erreichte er mit Position 37 im März 2015. Mit der südafrikanischen Nationalmannschaft nahm er 2011 und 2013 an Weltmeisterschaften teil. 2014 wurde er südafrikanischer Landesmeister. Zwei Jahre später beendete er seine Karriere.

## Erfolge
- Gewonnene PSA-Titel: 11
- Südafrikanischer Meister: 2014